# Natriumborhydrid
Natriumborhydrid (benannt nach seinen Bestandteilen Natrium und Bor) ist ein Komplexsalz, bestehend aus einem Natriumkation (Na+) und einem komplexen Tetrahydridoboratanion (BH4−). Die Verbindung ist ein Reduktionsmittel und wird häufig in der organischen Chemie eingesetzt.

## Geschichte
Natriumborhydrid wurde 1942 in der Arbeitsgruppe um Hermann Irving Schlesinger an der University of Chicago im Rahmen von Arbeiten zur Isolierung von flüchtigen Uranverbindungen entdeckt. Der spätere Nobelpreisträger Herbert Charles Brown war wesentlich an diesen Arbeiten beteiligt. Während des Zweiten Weltkriegs wurde, auf Anregung des US Army Signal Corps, in der gleichen Arbeitsgruppe die Hydrolyse von Natriumborhydrid zur Wasserstofferzeugung für militärische Anwendungen untersucht. Aus Geheimhaltungsgründen wurden die Forschungsergebnisse zu Natriumborhydrid aber erst 1953 veröffentlicht. In den 1960er-Jahren wurden erste Versuche zum Einsatz von Natriumborhydrid-Lösungen in Brennstoffzellen gemacht.

## Darstellung und Gewinnung
Natriumborhydrid wird aus dem Alkalimetallhydrid Natriumhydrid (NaH) und Borsäuretrimethylester [B(OCH3)3] dargestellt. Die Reaktionsgleichung lautet:
{\displaystyle {\ce {4NaH + B(OCH3)3 -> NaBH4 + 3NaOCH3}}}
In einem inzwischen nicht mehr angewendeten Verfahren wurde es aus Borosilicatglas (formal Na2B4O7 ⋅ 7 SiO2), Natrium und Wasserstoff gewonnen.

## Eigenschaften

### Physikalische Eigenschaften
Natriumborhydrid bildet farblose, ätzende und brennbare Kristalle. Ein Schmelzpunkt bei 505 °C kann nur unter einem Wasserstoffdruck von 10 atm beobachtet werden. Von der Verbindung sind die drei polymorphen Formen α-, β- und γ-Natriumborhydrid bekannt. Bei Raumtemperatur und Normaldruck ist die α-Form, die in einem kubischen Kristallgitter auftritt, die stabile Form. Ab einem Druck von 6,3 GPa wird die Struktur in die tetragonale β-Form und ab 8,9 GPa in die orthorhombische γ-Form umgewandelt.
Aus wässriger Lösung kristallisiert unterhalb von 36,4 °C ein Dihydrat. Oberhalb dieser Temperatur bzw. in Abwesenheit von Wasser ist die α-Anhydratform stabil. Die Verbindung löst sich sehr gut in Wasser. Unterhalb von 36,4 °C ist die Löslichkeitskurve von der Dihydratform bestimmt, darüber entspricht diese dem wasserfreien Anhydrat.
Die Lösungen von Natriumborhydrid in Wasser sind basisch. Der pH-Wert hängt von der Konzentration ab und steigt mit zunehmendem Gehalt.
| pH-Werte von Natriumborhydridlösungen bei 24 °C |            |             |              |              |
| Konzentration                                   | in mol·l−1 | 0,01        | 0,1          | 1            |
| pH-Wert                                         |            | 9,56 ± 0,02 | 10,05 ± 0,02 | 10,48 ± 0,02 |

### Chemische Eigenschaften
Beim Erhitzen ist die Verbindung an trockener Luft bis 600 °C stabil. In feuchter Luft setzt schon ab 300 °C eine Zersetzung ein. Mit Wasser wird es unter Hydrolyse und Bildung elementaren Wasserstoffs zersetzt, wobei ein Gramm Substanz 2,4 Liter Wasserstoff ergibt.
{\displaystyle {\ce {NaBH4 + 4H2O -> NaB(OH)4 + 4H2}}}
Die Hydrolysegeschwindigkeit ist stark pH-abhängig. Eine schnelle Reaktion erfolgt nur bei niedrigen pH-Werten, so dass die Verbindung auch in wässrigen und alkoholischen Lösungsmitteln eingesetzt werden kann. Die Hydrolysekinetik verläuft im sauren sowie im basischen pH-Bereich nach einem Zeitgesetz pseudoerster Ordnung. Die pH- und Temperaturabhängigkeit der Hydrolysegeschwindigkeit kann mit einer empirischen Formel mit
{\displaystyle \log _{10}(t_{1/2})=pH-(0{,}034\cdot T-1{,}92)}    (mit t1/2 in min und T in K)
abgeschätzt werden. Im Sauren erfolgt die Hydrolyse praktisch spontan. Im stark Basischen ist die Lösung im normalen Umgang stabil.
| Halbwertszeiten der Hydrolyse bei 25 °C[18][8] |        |       |        |        |       |        |         |          |        |       |        |       |
| pH                                             | 4,0    | 5,0   | 5,5    | 6,0    | 7,0   | 8,0    | 9,0     | 10,0     | 11,0   | 12,0  | 13,0   | 14,0  |
| t1/2                                           | 3,7 ms | 37 ms | 0,12 s | 0,37 s | 3,7 s | 36,8 s | 6,1 min | 61,4 min | 10,2 h | 4,3 d | 42,6 d | 426 d |
Natriumborhydrid ist ein starkes Reduktionsmittel. Die Reaktion mit Metallionen kann entweder zur Reduktion des Metalls, zur Bildung von Metallboriden oder zur Bildung von flüchtigen Metallhydriden führen.
Durch seine reduzierende Wirkung greift Natriumborhydrid organisches Gewebe an, daher ist jeglicher Kontakt, auch mit der Haut, zu vermeiden.

## Verwendung und Reaktionen

### Reduktionsmittel in der organischen Chemie
Natriumborhydrid wird vor allem in der organischen Chemie als Reduktionsmittel benutzt. Diese Anwendung läuft mit geringer Atomökonomie ab, da stets beträchtliche stöchiometrische Mengen anorganischer Salze bei der Aufarbeitung des Reaktionsgemisches anfallen. Durch die Polarisierung der Bor-Wasserstoff-Bindung kann die Verbindung als Hydridionen-Donator fungieren; der Wasserstoff wird mit seinen Bindungselektronen übertragen. Dieses Teilchen ist ein starkes Nukleophil und reagiert leicht zum Beispiel mit Carbonylgruppen und reduziert sie zum entsprechenden Alkohol, der nach sauer-wässriger Aufarbeitung erhalten wird. Besonders geeignet ist es für Reaktionen in wässrigen oder methanolischen Lösungen, da es bei weitem nicht so heftig mit Wasser reagiert wie beispielsweise Lithiumaluminiumhydrid. Unter geeigneten Bedingungen lassen sich mit Natriumborhydrid Aldehyd- und Ketogruppen selektiv reduzieren. Methanol steigert die Reaktivität, so dass in diesem Lösungsmittel auch Estergruppen reduziert werden.

### Analytische Chemie
In der analytischen Chemie wird Natriumborhydrid verwendet, um Halbmetalle wie Arsen und Selen in flüchtige Verbindungen umzusetzen, die sich leichter mit der Atomabsorptionsspektrometrie nachweisen lassen (Hydrid-AAS).

### Brennstoffzellen
Eine weitere ins Auge gefasste Verwendungsmöglichkeit für Natriumborhydrid ist der Einsatz in Brennstoffzellenfahrzeugen, hier existiert der von DaimlerChrysler gebaute Prototyp Natrium. Das Funktionsprinzip ist eine katalytische Hydrolyse des Borhydrids, wodurch elementarer Wasserstoff entsteht, der in der Brennstoffzelle eingesetzt wird. Das Produkt ist Natriummetaborat (NaBO2), das durch Reaktion mit Wasserstoff wieder als Treibstoff nutzbar gemacht werden kann.
Der Vorteil der Verwendung von Natriumborhydrid als Protonenquelle in Brennstoffzellen ist die gegenüber H2/O2-Zellen wesentlich höhere Zellenspannung, die eine höhere Leistungsdichte erlaubt. Ein weiterer Vorteil ist die gegenüber H2 weniger aufwändige Handhabung, da weder Tiefkühlung noch Hochdruck nötig ist.